# Helvetica
Pour les articles homonymes, voir Helvetica (homonymie).
Ne doit pas être confondu avec Helvetia.
Helvetica  est une police de caractères linéale sans empattement (en anglais, sans serif), créée en 1957 par Max Miedinger à Bâle, qui l'a dessinée dans un objectif précis : avoir une police la plus harmonieuse possible.
Symbole de la typographie suisse, cette police d'une grande lisibilité avec son tracé d'une grande neutralité se prête à tous les usages ; elle demeure une des polices les plus utilisées dans le monde et jouit de la faveur des graphistes et typographes.
Toutefois, le déclin de ce monument de la typographie s'est amorcé avec la généralisation de l'infographie et de l'informatique de traitement de texte. D'abord supplanté par l'Arial, qui en est une imitation, l'Helvetica cède encore du terrain depuis le début des années 2000 devant d'autres caractères moins datés années 1960[pas clair], moins anguleux et mieux adaptés aux usages numériques (web fonts), tels le Trebuchet, le Verdana et le Calibri. Ce dernier a été commandé par Microsoft au typographe Lucas de Groot en 2005, avec l'objectif explicite de remplacer l'Arial et l'Helvetica sans les imiter.

## Origines
Aidé par Eduard Hoffmann, le graphiste zurichois Max Miedinger a dessiné Helvetica en 1957, alors qu'il était employé pour la fonderie Haas à Bâle. Le caractère a d'abord été baptisé Neue Haas Grotesk. En effet, l’Helvetica est une déclinaison subtile de l'Akzidenz-Grotesk, une des premières linéales vraiment populaires, conçue par la célèbre fonderie typographique berlinoise H. Berthold en 1896. La police de caractères, composée de 51 fontes, a pris son nom définitif en 1960, dérivé de Confoederatio Helvetica, le nom latin de la Suisse.
Le réalisateur Gary Hustwit a produit un documentaire sur Helvetica,. Il est sorti en 2007 pour coïncider avec le cinquantième anniversaire de la police de caractères. Dans le film Helvetica, le designer graphique Wim Crouwel explique que « la police de caractères Helvetica a été une réelle avancée dans la typographie du XXe siècle […]. Helvetica est une police neutre, car elle devait l'être. Elle ne devait pas avoir un sens à soi. Le sens est dans le contenu du texte et non pas dans les caractères. »

## Usages et popularité

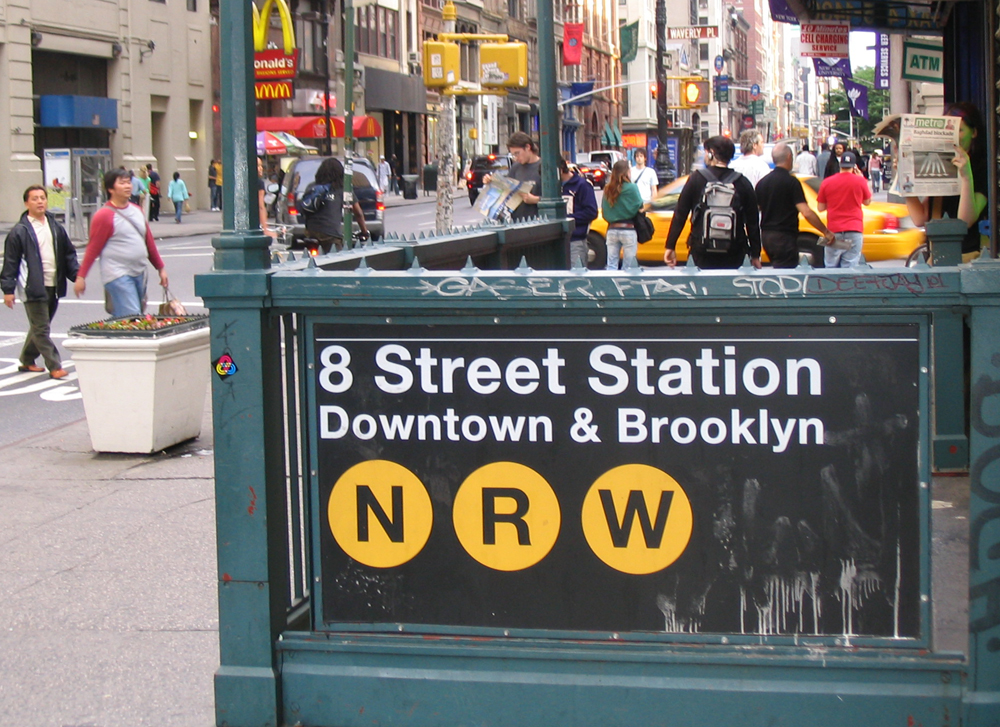
Usage dans la signalétique du métro de New York.

Mike Parker est qualifié de parrain de l'Helvetica parce qu'il a retravaillé la police de façon à la rendre compatible avec la machine Linotype, au début des années 1970. Dès lors, après des années de typographies dessinées à la main, irrégulières et désordonnées, l'usage d'Helvetica croît de façon exponentielle tant et si bien que la police devient rapidement incontournable.
Michael Vanderbyl explique qu'« au début des années 1970, Helvetica n’était pas une police de caractères mais un mode de vie ». La contre-culture des années 1970 dénoncera ce symbole de la conformité et de l’uniformité, divisant tout de même l'usage de la police auprès des graphistes. Une étude réalisée au début des années 1980 révéla qu'Helvetica était alors la police la plus utilisée en France, devant Univers (d'origine suisse également), qui est la plus utilisée dans les pays occidentaux, usage confirmé et accru avec le retour des polices de caractères dépouillées dans les années 1990.
Il a également été utilisé entre 1993 et 1997 pour les idents et les bumpers sur l’homme masqué de la TSI,.
Il serait difficile de dresser une liste des marques qui l'utilisent dans leurs logotypes, dans leurs communications. Citons néanmoins quelques exemples de compagnies majeures comme Panasonic, Laurastar, 3M, American Airlines, Lufthansa, Jeep, Toyota, Saab, Tupperware, American Apparel ou encore toute la signalétique du métro new-yorkais. Apple l'utilisait également dans Mac OS X avant la dernière version introduite en 2015, El Capitan, remplaçant celle-ci par San Francisco. L'histoire se répète pour le système d'exploitation mobile iOS depuis la neuvième version sortie en 2015. Les noms des produits de la marque sont en revanche tous écrits avec la police de caractères Myriad.
On retrouve également cette police dans des documents officiels, ou de la signalétique, et ce, partout dans le monde.
Pour l'anecdote, la police qui compose le logotype Microsoft est également Helvetica,, même si la société a demandé la création de l'Arial en remplacement d'Helvetica en mesure de réduction des coûts.[réf. nécessaire]
Si la plupart des designers apprécient cette police de caractères, une minorité en revanche l'exècre, notamment Erik Spiekermann, fondateur de United Designers à Berlin, qui l’assimile « à une armée de soldats nazis marchant en rangs serrés ».
En France, elle est obligatoirement utilisée depuis 2016 dans le cadre de l'emballage neutre des paquets de cigarettes. La police est également utilisée dans les sérigraphies des véhicules d'intervention de la Gendarmerie Nationale et des sapeurs-pompiers, ainsi que sur les uniformes de ces derniers.[réf. nécessaire]

## Déclinaisons
La police est disponible en plusieurs versions, parmi lesquelles le latin, le cyrillique, l'hébreu et le grec. Elles comprennent les jeux de caractères Unicode, les caractères spéciaux et les accents du hindi, de l'ourdou, du khmer et du vietnamien. Enfin, pour compléter Helvetica, des variantes comprenant les systèmes d'écriture en chinois, japonais et coréen ont aussi été conçues.

## Polices voisines

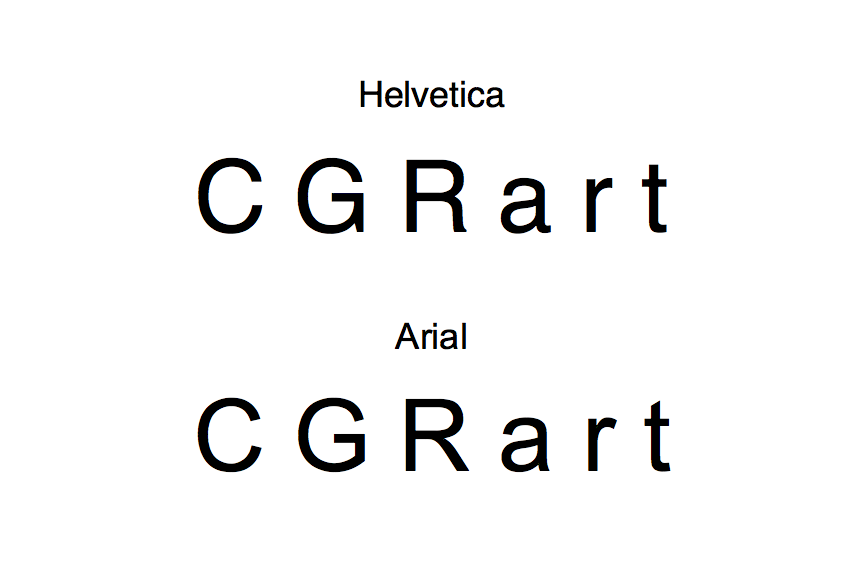
Exemples de différences entre Arial et Helvetica.

Helvetica est une police de la famille des linéales, où l'on retrouve notamment les polices Arial, Univers et Geneva. Arial est une police établie en 1982 par Monotype et choisie par Microsoft pour Windows. Elle diffère cependant d'Helvetica en plusieurs points, même si la largeur des caractères est identique et qu'un néophyte ne les distingue pas. Les majuscules C, G et R, ainsi que les minuscules a, e, r et t, sont pratiques pour différencier rapidement les deux polices de caractères.
Typiquement, Helvetica « coupe » les caractères de façon horizontale ou verticale, alors qu'Arial les coupe globalement suivant un axe oblique. Les arrondis du dessin des lettres des deux polices diffèrent (le a, le r…). De plus, le G d'Helvetica possède un trait supplémentaire qui lui confère une plus grande stabilité visuelle. Mais c'est surtout la patte droite du R qui diffère radicalement entre les deux polices.
La police Apple Geneva, dessinée par Susan Kare pour le système d'exploitation des ordinateurs Macintosh, s'inspire d'Helvetica mais aussi d'Univers.
Il existe également des versions « génériques » d'Helvetica qui sont dessinées par différentes fonderies, notamment Monotype Imaging avec la police CG Triumvirate, ParaType avec Pragmatica ou encore Bitstream et sa police Swiss 721 dont l'usage en presse est relativement répandu.